# Geschäftsdrucksache
Als Geschäftsdrucksachen werden zusammenfassend alle Drucksachen bezeichnet, die von Unternehmen und der öffentlichen Hand verwendet werden. Hierzu gehören beispielsweise Briefbögen, Visitenkarten, Rechnungen, Lieferscheine und Briefhüllen.
Sie sind Organisationsträger und vereinfachen viele Vorgänge durch vorgedruckte Formulare. Sie werden in genormten Formaten hergestellt und müssen bürotechnische und postale Funktionen erfüllen. Die Gestaltung gehört zum Corporate Design und sollte möglichst einheitlich sein.

## Postalische Vorschriften
Soweit Geschäftsdrucksachen für den postalischen Transport vorgesehen sind, müssen Formate und Zweckfelder wie Adressfelder, Kodierzonen, Frankierfelder eingehalten werden.
Auch digitalisierte Geschäftsdrucksachen (in der Regel im Attachment einer E-Mail) als Datei im Portable Document (PDF) oder Rich Text Format (RTF) orientieren sich an diesen Formaten.
Gefalzte Formate werden nur in Standard-Kuverts mit oder ohne Fenster versandt. Papierauswahl wird durch Gewichtsbegrenzungen eingeschränkt, durch höheres Papiergewicht steigen Versandkosten.

## Geschäftskarten

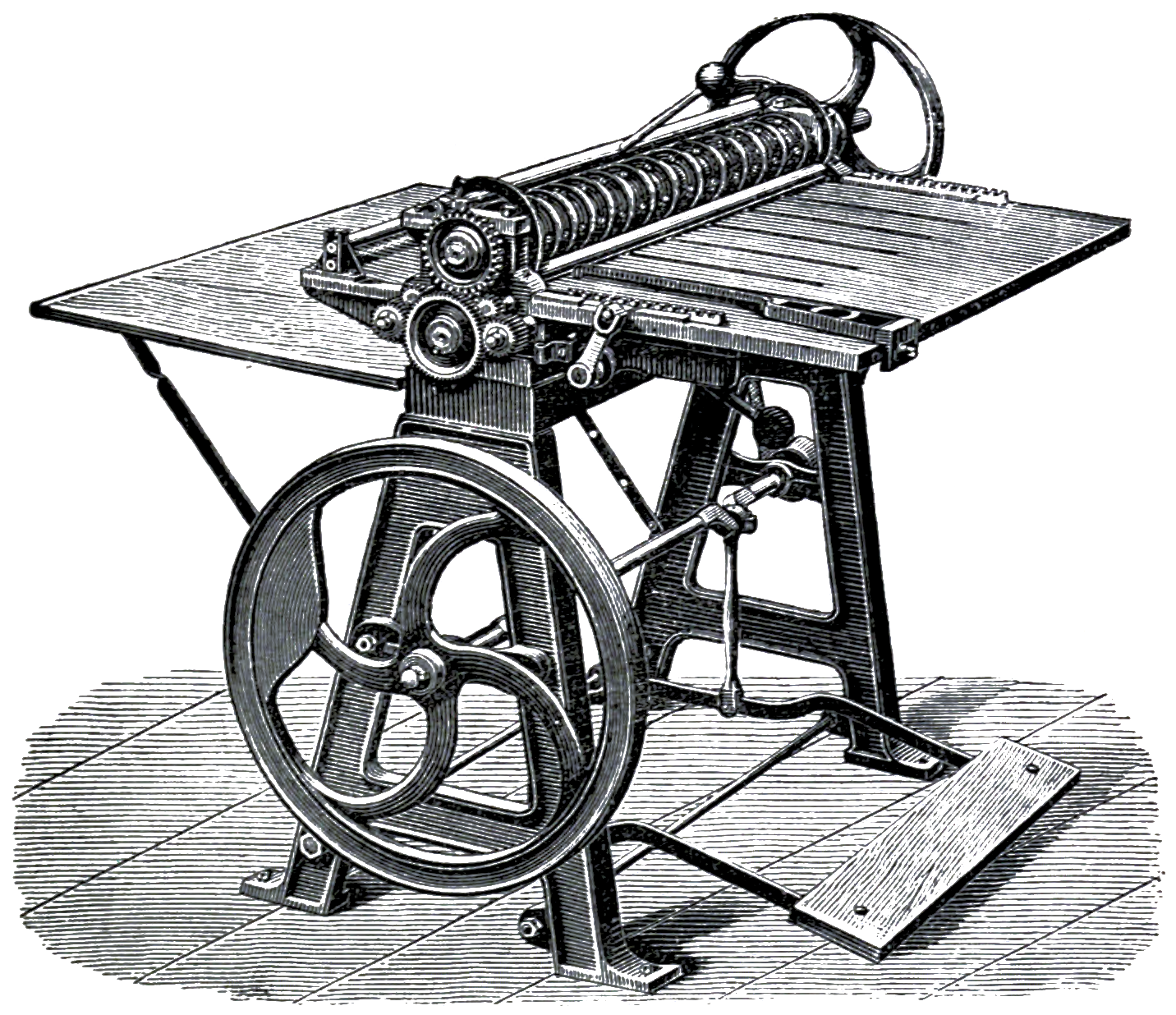
Eine von der Firma Oscar Friedheim 1889 in Großbritannien vertriebene Maschine zur Herstellung von bis zu 100.000 Visiten- und Geschäftskarten pro Tag

Visitenkarten/Geschäftskarten haben die Aufgabe Beziehungen vorzubereiten, herzustellen oder zu festigen.
- In der Gestaltung richten sie sich an das Erscheinungsbild aller anderen Drucksachen bzw. an das Corporate Design. Teilweise sehr aufwändig verarbeitet, können sie Prägedruck, Stanzung, Rillung usw. beinhalten.
- Neben dem Logo wird die vollständige Adresse mit Kommunikationsdaten (Telefon, Fax, E-Mail und Internetadresse) angegeben. Filialadressen und Werbeslogans können ebenso angeführt sein. Wichtig ist der Name des Überbringers und dessen Funktion.
- Format kann variabel sein: Kreditkartenformat 86 × 54 mm² hat sich bewährt. Bedruckstoff: stabiler Karton (240–300 g/m²)

## Geschäftsbriefe
Geschäftsbriefe werden für den Schriftverkehr verwendet. Das Format des Normbriefbogens ist DIN A4, der Druck erfolgt auf weißem oder leicht getöntem Papier, auch Recyclingpapier findet immer mehr Akzeptanz. Seltener in Verwendung sind Halbbrief (A5), ⅔ DIN (21 × 19,8 cm) und der Kurzbrief (21 × 10,5 cm).
Gesetzliche und postale Vorgaben sind einzuhalten. Neben dem Unternehmensnamen (Firma) muss ebenso die Gesellschaftsform angegeben werden. Privatunternehmen müssen Firma, Inhabername und den rechtlich verantwortlichen Geschäftsführer anführen. Die vollständige Adresse enthält zudem Angaben über die Steuerposition, Handelskammereintragung usw. In untergeordneter Form sind Filialadressen anzuführen.
- Werbeslogans oder angebotene Leistungen können angeführt werden.
- Schrift: Hausschrift, wenn vorhanden, leicht lesbare serifenlose Schrift, 8–9 Punkt
- Bei Gestaltung und Raumaufteilung ist an die Weiterverarbeitung in der Buchbinderei zu denken: Falzmarken berücksichtigen, Adressfeld durch Linien, Punkte und Flächen markieren (deutschsprachige Länder Linksfenster-Kuvert, Italien Rechtsfensterkuvert), Referenzzeile knapp ober- oder unterhalb des 1. Falzes.

## Kuvert
Gängige Formate sind DIN C4, C5, C6 sowie Langhülle 22 × 11,2 cm. Für den Geschäftsverkehr werden vor allem Langhüllen sowie DIN C6 verwendet, wahlweise mit oder ohne Fenster.
Aus drucktechnischen Gründen sollen keine abfallenden Elemente verwendet werden. Logo und Adresse werden aufgedruckt, restliche Informationen finden auf dem Kuvert keinen Platz. Die Platzierung der Gestaltungselemente und Texte ist wegen der postalischen Bestimmungen eingeschränkt. Freimachungszone am oberen rechten Rand 74 × 40 mm Adressfeld bei 14 cm vom rechten Rand. Keine Zier- oder Schreibschriften für die Adressierung.

## Postkarte
Die Postkarte wird für Kurzmitteilungen, Kurzantworten, Umfragen, Einschreibungen,… verwendet. Die Vorderseite ist mit Bildmotiven und/oder Werbung bedruckt, die Rückseite dient der eigentlichen Mitteilung. Freimachungszone am oberen rechten Rand 74 × 40 mm, Adressfeld bis zur Kodierzone am unteren Rand. Die Kodierzone darf nie bedruckt werden.

## Rechnungsformular
Die Gestaltung des Briefbogens wird übernommen, und zu den Adressangaben kommen noch verschiedene Bankverbindungen mit Kontonummern und Bankleitzahlen. Die Referenzzeile entfällt.
Wird nicht mit chemischem Papier gearbeitet, so erfolgt der Druck auf dem gleichen Papier wie der Briefbogen.
Die tabellarische Anordnung der Daten erfolgt im Reihensatz. Leichte Rasterhintergründe sind möglich. Die Angaben im Tabellenkopf sind von Betrieb zu Betrieb unterschiedlich und können u. a. Artikelnummern, Beschreibungen, Maße, Preise und Steuersätze beinhalten. Wichtig ist eine funktionelle Benutzung: genügend Schreibraum, wichtige Angaben müssen entsprechend hervorgehoben werden, Einträge sollen sinngemäße Reihenfolge haben. Damit die Rechnung Gültigkeit hat, müssen das Wort RECHNUNG, die fortlaufende NUMMER und DATUM aufgedruckt sein. Angaben von Auftragsnummer, Lieferdatum usw. sind möglich. Zahlungsbedingungen und dergleichen stehen am Fuß der Tabelle.

## Lieferschein
Das Rechnungsformular kann ähnlich wie der Lieferschein gestaltet werden. Textliche Änderungen: „Lieferschein“ ersetzt „Rechnung“, Preise entfallen. Bestimmungsort der Lieferung sowie Bestätigung des Warenempfangs kommen hinzu.
Es ist möglich, Rechnung und Lieferschein gleichzeitig auf einer Seite zu gestalten. Aufgrund der großen Textmenge ist dies aber schwierig. Ob es sich um eine Rechnung, einen Lieferschein oder um beides zusammen handelt, wird mit Markierfeldern gekennzeichnet.